# Моравчикова, Зузана (хоккеистка)
Зузана Моравчикова (словац. Zuzana Moravčíková, родилась 23 октября 1980 в Ружомбероке) — словацкая хоккеистка, нападающая.

## Карьера в сборной
Бабякова участвовала в составе сборной Словакии в Олимпийских играх 2010 года в Ванкувере, сыграв все пять матчей (по числу проведённых минут заняла 2-е место) и не набрав ни одного очка. Сыграла все три матча в квалификации к Олимпиаде-2010.
На чемпионатах мира Бремова играла шесть раз на двух уровнях, выступив впервые в 2003 году во втором дивизионе. 8 сентября 2008 года в известнейшем матче против Болгарии, завершившемся рекордной победой словачек со счётом 82:0, забросила шесть шайб и отдала четыре голевые передачи.

## Статистика в сборной
| Год  | Сборная  | Турнир                       | Игры | Голы | Передачи | Очки | Минуты штрафа |
| ---- | -------- | ---------------------------- | ---- | ---- | -------- | ---- | ------------- |
| 2003 | Словакия | Чемпионат мира (II дивизион) | 5    | 3    | 2        | 5    | 2             |
| 2004 | Словакия | Чемпионат мира (II дивизион) | 5    | 4    | 2        | 6    | 2             |
| 2005 | Словакия | Чемпионат мира (II дивизион) | 4    | 3    | 0        | 3    | 0             |
| 2007 | Словакия | Чемпионат мира (II дивизион) | 5    | 0    | 0        | 0    | 2             |
| 2008 | Словакия | Чемпионат мира (I дивизион)  | 5    | 1    | 1        | 2    | 0             |
| 2008 | Словакия | Олимпиада (квалификация)     | 3    | 0    | 0        | 0    | 0             |
| 2009 | Словакия | Чемпионат мира (I дивизион)  | 5    | 1    | 1        | 2    | 6             |
| 2010 | Словакия | Олимпиада                    | 5    | 0    | 0        | 0    | 0             |